# اکبرآباد (هیرمند)
اکبرآباد، روستایی در دهستان اکبرآباد بخش قرقری شهرستان هیرمند در استان سیستان و بلوچستان ایران است. این روستا، مرکز دهستان اکبرآباد است.

## جمعیت
بر پایه سرشماری عمومی نفوس و مسکن در سال ۱۳۹۵، جمعیت این روستا برابر با ۱۵۳ نفر (۴۱ خانوار) بوده‌است.